# 프렌즈 위드 베네핏
《프렌즈 위드 베네핏》(영어: Friends with Benefits)은 2011년 공개된 미국의 로맨틱 코미디 영화이다. 윌 글럭이 연출과 공동 각본을 맡고, 저스틴 팀버레이크, 밀라 쿠니스가 주인공을 맡았다.
평단으로부터 대체로 긍정 평가를 받았다.

## 줄거리
뉴욕 헤드헌터 제이미와 로스앤젤레스 아트 디렉터 딜런은 제이미가 딜런이 GQ 뉴욕 사무소 담당자로 1년 계약을 맺도록 중계하고 이를 통해 수수료를 얻으면서 처음 서로를 알게 된다. 연애에 지쳐있는 제이미와 딜런은 플라토닉한 우정을 이어나가던 중 성관계에 반드시 정서적 친밀성이 수반될 필요가 없다는 데 동의하면서 캐주얼 섹스를 맺기 시작한다.
그러나 몇 번의 관계 후 제이미가 다시 데이트 시장에 나오고 싶어하면서 두 사람은 순수한 친구 사이로 돌아가는데...

## 출연
- 저스틴 팀버레이크 - 딜런 프랜시스 하퍼 주니어 역
- 밀라 쿠니스 - 제이미 렐리스 역
- 퍼트리샤 클라크슨 - 로나, 제이미의 어머니 역
- 제나 엘프먼 - 애니, 딜런의 누나 역
- 브라이언 그린버그 - 파커, 아동 전문 종양학자 역
- 놀런 굴드 - 샘, 애니의 아들이자 딜런의 조카 역
- 리처드 젱킨스 - 하퍼 씨 역
- 우디 해럴슨 - 토미 볼린저 역
- 에마 스톤 - 케일라 역
- 앤디 샘버그 - 퀸시 역
- 숀 화이트 - 본인 역
- 코트니 헹글러 - 승무원 역
- 제이슨 시걸 - 브라이스 역 (크레디트 미기재)
- 러시다 존스 - 매디슨 역 (크레디트 미기재)
- 티야 서카
- 릴리 미로지닉
- 안젤리크 카브랄

## 기타 제작진
- 공동 제작: 얼리샤 에머릭, 니컬러스 스턴
- 배역: 리사 밀러 캐츠
- 미술: 마샤 하인즈
- 세트: 신디 코번, 얼리사 윈터
- 의상: 러네이 얼릭 캘퍼스